# Epigynopteryx maeviaria
Epigynopteryx maeviaria är en fjärilsart som beskrevs av Achille Guenée 1858. Epigynopteryx maeviaria ingår i släktet Epigynopteryx och familjen mätare. Inga underarter finns listade i Catalogue of Life.